# Субпрефектура Жабакуара

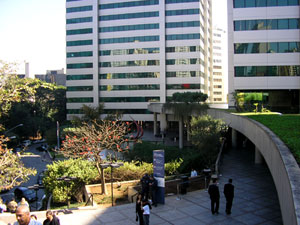
Вид Жабакуара

Муниципалитет Сан-Паулу на карте штата Сан-Паулу

Субпрефектура Жабакуара (порт. Subprefeitura do Jabaquara) — одна из 31 субпрефектур города Сан-Паулу, находится в южной части города. Общая площадь 14,1 км². Численность населения — 213 862 жителей.
Субпрефектура Жабакуара состоит из 1 округа:
- Жабакуара (Jabaquara)